# 척도 없는 네트워크

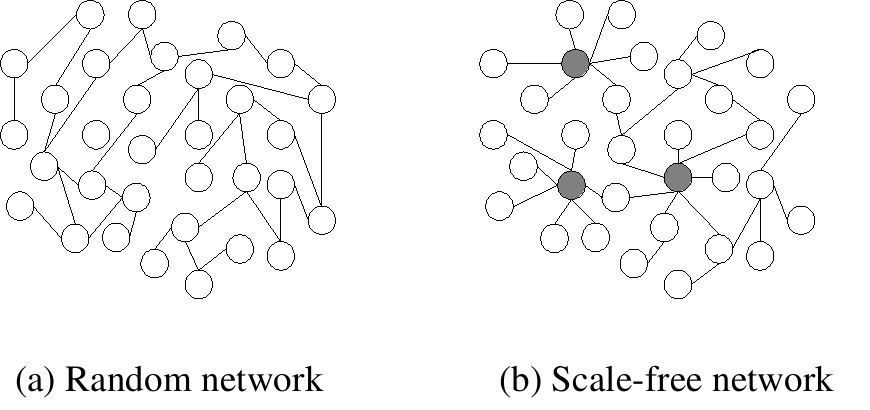
무작위 네트워크와 척도 없는 네트워크

척도 없는 네트워크(scale-free network)는 연결선수(degree) {\displaystyle k}의 분포가 다음과 같은 멱법칙(power law) 함수 형태로 되어 있는 네트워크를 뜻한다.
{\displaystyle P(k)\ \sim \ k^{\boldsymbol {-\gamma }}}